# São João de Ver
São João de Ver est une freguesia de la municipalité de Santa Maria da Feira, avec 16,31 km² de superficie et 10 579 habitants (2011). Sa densité de population est de 648,6 hab/km². La freguesia a son siège dans le village homonyme qui a été élevé à la catégorie de ville le 30 juin 1989.

## Géographie
La freguesia de São João de Ver borde au nord les paroisses de Santa Maria de Lamas, Lourosa et Fiães ; au sud, l'union des paroisses de Santa Maria da Feira, Travanca, Sanfins e Espargo ; à l'est avec celle de Rio Meão et à l'ouest avec l'union des paroisses de Caldas de São Jorge e Pigeiros.
Sur son territoire naît la rivière Lambo.

## Sport
Cette ville a souvent été évoquée en raison de son histoire importante qui la lie au cyclisme au niveau national et international.

## Démographie
Lors du recensement de 2021, São João de Ver compte 11 026 habitants. C'est ainsi la deuxième paroisse la plus peuplée de la municipalité, derrière Santa Maria da Feira, Travanca, Sanfins e Espargo (19 788 habitants).
| Nombre d'habitants résidents | Nombre d'habitants résidents | Nombre d'habitants résidents | Nombre d'habitants résidents | Nombre d'habitants résidents | Nombre d'habitants résidents | Nombre d'habitants résidents | Nombre d'habitants résidents | Nombre d'habitants résidents | Nombre d'habitants résidents | Nombre d'habitants résidents | Nombre d'habitants résidents | Nombre d'habitants résidents | Nombre d'habitants résidents | Nombre d'habitants résidents |
| ---------------------------- | ---------------------------- | ---------------------------- | ---------------------------- | ---------------------------- | ---------------------------- | ---------------------------- | ---------------------------- | ---------------------------- | ---------------------------- | ---------------------------- | ---------------------------- | ---------------------------- | ---------------------------- | ---------------------------- |
| 1864                         | 1878                         | 1890                         | 1900                         | 1911                         | 1920                         | 1930                         | 1940                         | 1950                         | 1960                         | 1970                         | 1981                         | 1991                         | 2001                         | 2011                         |
| 1 650                        | 1 721                        | 1 973                        | 1 991                        | 2 280                        | 2 417                        | 2 739                        | 3 190                        | 3 659                        | 4 556                        | 4 506                        | 5 233                        | 6 981                        | 8 816                        | 10 579                       |